# Лісова підстилка

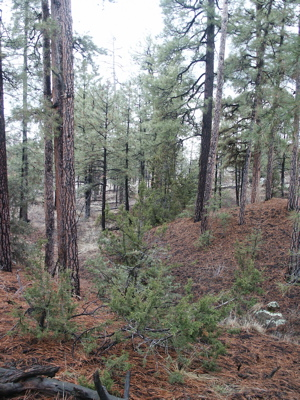
Шар червоно-коричневих голок жовтої сосни, що вкриває землю.

Лісова́ підсти́лка, інколи росли́нна підсти́лка, ли́стяна підсти́лка або просто підсти́лка — вся органічна речовина, яку утворила лісова рослинність на мінеральній поверхні ґрунту, включно з рештками та неінкорпорованим гумусом. Лісова підстилка є місцем мешкання багатьох невеликих тварин (переважно безхребетних), росту гіфів грибів і кореневищ рослин. Цей матеріал використовується деякими тваринами для облаштування гнізд. Коли лісова підстилка розкладається, поживні речовини вимиваються в ґрунт і вивільнюються у довкілля. Розклад підстилки є джерелом формування гумусу. В умовах надмірного зволоження, коли надходження кисню обмежене і активність мікроорганізмів недостатня для розкладу рослинних решток, можуть формуватись відклади торфу, часом багатометрові. Суттєве значення для розкладу підстилки має кислотність. При надмірному нагромадженні може створювати перешкоди природному відновленню лісу.

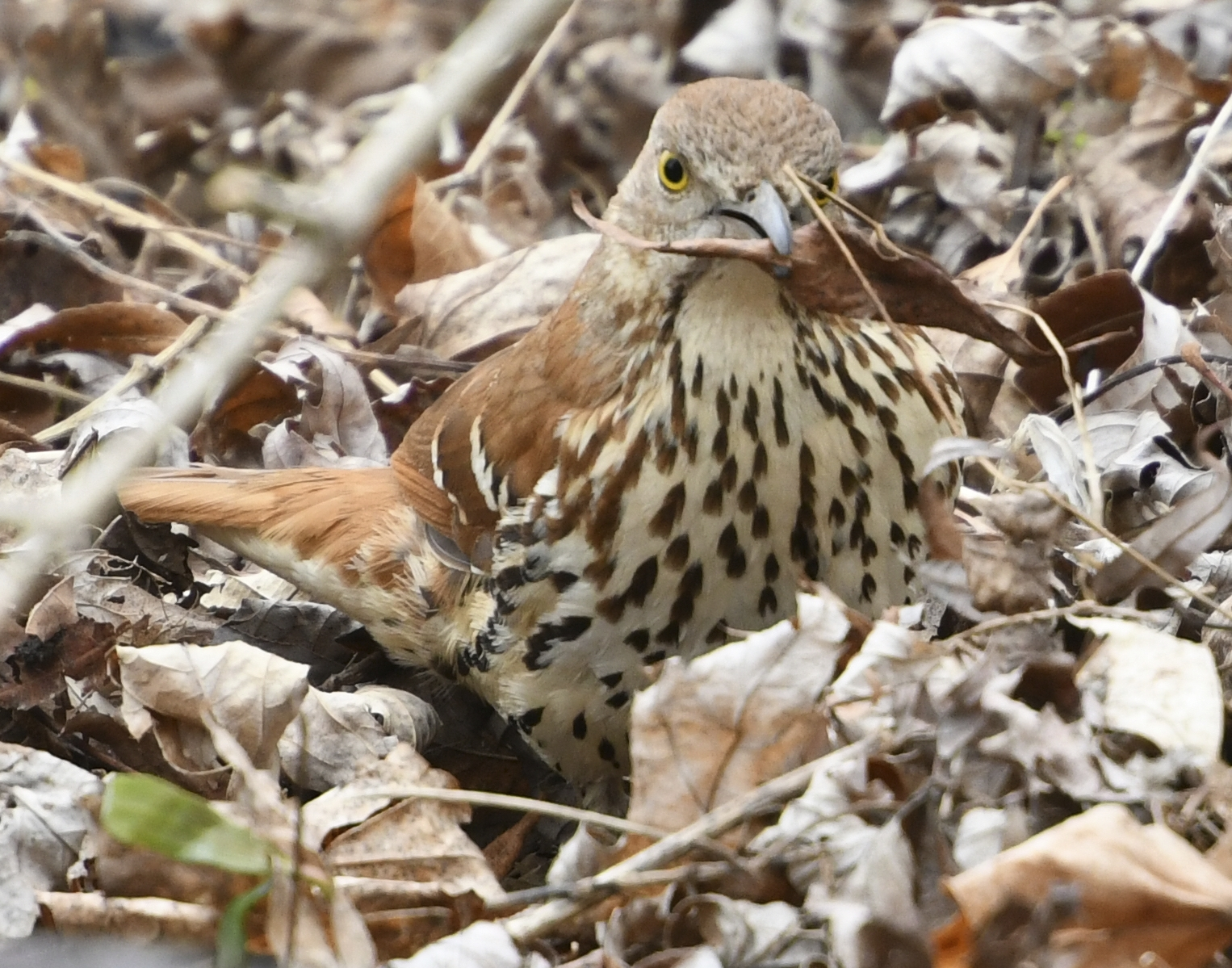
Тремблер прямодзьобий шукає поживу в торішньому опалому листі.

У лісівництві є складовим елементом лісу.

## Оновлюваність лісової підстилки
Швидкість нагромадження лісової підстилки характеризує такий показник як оновлюваність лісової підстилки (англ. forest floor turnover rate) або оновлюваність решток (англ. litter turnover rate) — відношення річної кількості опаду до загальної кількості лісової підстилки. Цей показник нижчий для хвойних лісів, ніж для листяних.
З цим поняттям пов'язані наступні терміни:
- опад або опалі рештки — відмерлі рослинні рештки, які щороку накопичуються на поверхні ґрунту[9];
- рештки (англ. litter) — поверхневий шар лісової підстилки, який не перебуває в пізній стадії розкладання та зазвичай складається зі свіжо-опалого листя, хвої, гілок, стебел, кори та плодів[5];
- розкладання (англ. decomposition) — процес розпаду та розщеплення органічної речовини[10].

Оновлюваність лісової підстилки або оновлюваність решток розраховується за такою формулою:
{\displaystyle {\mbox{Оновлюваність решток}}={{\mbox{Річна кількість опалих решток}} \over {\mbox{Середньорічна кількість ґрунтового горизонту}}A_{0}}}.
Ґрунтовий горизонт A0 є лісовою підстилкою.

## Особливості
Оновлення лісової підстилки забезпечує живлення лісової екосистеми. Оскільки органічно зв'язані поживні речовини безпосередньо не засвоюються рослинами, мікробна активність є вирішальною в розкладанні лісової підстилки. Наприклад, мікоризні гриби сприяють розщепленню органічної речовини до доступних для рослин неорганічних форм, які згодом поглинаються корінням дерев.
Деревні види також впливають на розкладання через зміну температури під покривом лісу. Зокрема встановлено, що оновлюваність решток позитивно корелювала із середньорічними температурами ґрунту. 
Загалом, температура є нижчою під тіньовитривалими хвойними деревами, ніж під світлолюбними листяними деревами. Таким чином, температура є обмежувальним фактором розкладання й визначає оновлюваність лісової підстилки.